# 青龙山站
青龙山站，位于中华人民共和国安徽省淮北市烈山区杨庄街道，是符夹铁路、青阜铁路上的火车站，建于1966年。
车站由上海铁路局淮北车务段管辖，为二等区段站，主要担负徐州北、阜阳北、蚌埠东方向和专用线“三厂一矿”（申能平山电厂、淮北国安电力淮北二电厂、淮北矿业选煤厂和杨庄煤矿）到发列车列车编组、解体、改编等作业。车站在符夹二线改造后设有14条到发线和9条调车线。

## 車站周邊
- 雷河
- 烈山仁爱医院
- 中国工商银行青龙山分理处
- 中国电信青龙山营业厅
- 淮北选煤厂医院